# Ватутино (Тверская область)
Ватутино — деревня в Удомельском городском округе Тверской области.

## География
Деревня находится в северной части Тверской области на расстоянии приблизительно 15 км на юг-юго-восток по прямой от железнодорожного вокзала города Удомля на северо-восточном берегу озера Перхово.

## История
Известна была с 1545 года. В 1859 году — владение помещика Летюхина. В советское время работали колхозы «Красная Заря», «Победа», «Путь к коммунизму» и «Мир». Дворов (хозяйств) было 11 (1859 год), 27 (1886), 19 (1911), 28(1958), 20 (1986), 15 (2000). С 2005 по 2014 год входила в состав Таракинского сельского поселения, с 2014 по 2015 год в составе Удомельского сельского поселения до упразднения последнего. С 2015 года в составе Удомельского городского округа.

## Население
Численность населения: 82 (1859), 111 (1886), 110 (1911), 46(1958), 29 (1986), 34 (русские 91 %) в 2002 году, 21 в 2010.